# Marius Paškevičius
Marius Paškevičius, (* 31. října 1979 v Ukmergė, Sovětský svaz) je litevský zápasník – judista a sambista.

## Sportovní kariéra
Začínal jako většina Litevců nejprve se sambem v 9 letech v rodné Ukmergė pod vedením Rimase Lenartavičiuse a Zenonase Vencevičiuse. Judu se věnoval od 13 let, v době, kdy soutěže v sambu neměly dobrou organizaci. Později v judistické reprezentaci trénoval pod vedením Petrase Vinciūnase. V roce 2000 měl výborný vstup do olympijské roku. Nejprve překvapil druhým místem na moskevském turnaji aby za týden vyhrál turnaj světového poháru v bulharské Sofii. Za body z těchto turnajů si předčasně zajistil účast na olympijských hrách v Sydney. Formu však do olympijských her neudržel a skončil ve druhém kole. V dalších letech dosahoval v polotěžké váze nevýrazných výsledků a v roce 2004 se na olympijské hry v Athénách nekvalifikoval. V roce 2007 změnil váhovou kategorii na těžkou, ale nestihl nasbírat dostatečný počet bodů pro kvalifikaci na olympijské hry v Pekingu. V nejtěžší váze se však postupně začal prosazovat až na stupně vítězů, především po technické stránce vyzrál. V roce 2012 si kvalifikaci na olympijské hry v Londýně pohlídal, ale jeho vystoupení skončilo podobně jako před 12 lety ve druhém kole. Neúspěch na olympijských hrách ho motivoval k další práci, ale přímý postup na olympijské hry v Riu v roce 2016 nevybojoval. Nakonec přišel i o možnost kvalifikovat se na základě kontinentální kvóty, které obsadila jeho krajanka Santa Pakenysová.

### Vítězství
- 2000 – 1x světový pohár (Sofia)
- 2011 – 1x světový pohár (Tallinn)
- 2012 – 1x světový pohár (Čching-tao)
- 2013 – 1x světový pohár (Tallinn)
- 2014 – 1x světový pohár (Samsun)

## Výsledky
| Olympijské hry     | —   |     |     |   | úč. |     |     |     | —   |     |   |     | —  |     |     |     | úč. |     |    |     | —   |  |  |
| Mistrovství světa  |     | —   |     | — |     | úč. |     | úč. |     | úč. |   | úč. |    | 3.  | úč. | úč. |     | úč. | 7. | úč. |     |  |  |
| Evropské hry       |     |     |     |   |     |     |     |     |     |     |   |     |    |     |     |     |     |     |    | 5.  |     |  |  |
| Mistrovství Evropy | —   | —   | —   | — | —   | —   | úč. | úč. | úč. | —   | — | úč. | 7. | úč. | 5.  | úč. | 3.  | 7.  | 3. | 5.  | úč. |  |  |
| MS juniorů         | —   |     | úč. |   |     |     |     |     |     |     |   |     |    |     |     |     |     |     |    |     |     |  |  |
| ME juniorů         | úč. | úč. | 2.  |   |     |     |     |     |     |     |   |     |    |     |     |     |     |     |    |     |     |  |  |